# Lycée français de Jérusalem
 (octobre 2019).
Si vous disposez d'ouvrages ou d'articles de référence ou si vous connaissez des sites web de qualité traitant du thème abordé ici, merci de compléter l'article en donnant les références utiles à sa vérifiabilité et en les liant à la section « Notes et références ».
Le Lycée français de Jérusalem est un établissement scolaire français du réseau de l'AEFE situé dans le centre de Jérusalem, qui héberge les classes allant de la maternelle à la terminale. Bien que public, le LFJ est hébergé dans un bâtiment néoclassique de la fin du XIXe siècle appartenant à la congrégation des Sœurs de Saint-Joseph-de-l'Apparition, au 66 de la rue des Prophètes (Hanevi'im, de l'hébreu : הנביאים).

## Langues enseignées
L'enseignement est principalement dispensé en français, mais, conformément à la politique de plurilinguisme de l'établissement, des cours en anglais et en arabe y sont aussi donnés. On y enseigne également l'hébreu et l'espagnol. Toutes ces langues font l'objet d'épreuves spécifiques au baccalauréat.
Tous les élèves, à partir de la classe de CE1, apprennent trois langues : l'arabe, l'anglais et le français (langue du reste des matières). Chaque élève ajoute à son cursus l’apprentissage de l’hébreu ou de l’espagnol à partir de la classe de 5e.
| \| \| Langues parlées et/ou enseignées \| \| \| \| \| PS \| Français \| Arabe ou anglais \| \| \| \| MS \| Français \| Arabe ou anglais \| \| \| \| GS \| Français \| Arabe ou anglais \| \| \| \| CP \| Français \| Arabe ou anglais \| \| \| \| CE1 \| Français \| Arabe ou anglais \| Anglais ou arabe \| \| \| CE2 \| Français \| Arabe ou anglais \| Anglais ou arabe \| \| \| CM1 \| Français \| Arabe ou anglais \| Anglais ou arabe \| \| \| CM2 \| Français \| Arabe ou anglais \| Anglais ou arabe \| \| \| 6e \| Français \| Arabe ou anglais \| Anglais ou arabe \| \| \| 5e \| Français \| Arabe ou anglais \| Anglais ou arabe \| Hébreu ou espagnol \| \| 4e \| Français \| Arabe ou anglais \| Anglais ou arabe \| Hébreu ou espagnol \| \| 3e \| Français \| Arabe ou anglais \| Anglais ou arabe \| Hébreu ou espagnol \| \| 2de \| Français \| Arabe ou anglais \| Anglais ou arabe \| Hébreu ou espagnol \| \| 1re \| Français \| Arabe ou anglais \| Anglais ou arabe \| Hébreu ou espagnol \| \| Terminale \| Français \| Arabe ou anglais \| Anglais ou arabe \| Hébreu ou espagnol \| |                                  |                  |                  |                    |
| | Langues parlées et/ou enseignées |                  |                  |                    |
| PS | Français                         | Arabe ou anglais |                  |                    |
| MS | Français                         | Arabe ou anglais |                  |                    |
| GS | Français                         | Arabe ou anglais |                  |                    |
| CP | Français                         | Arabe ou anglais |                  |                    |
| CE1 | Français                         | Arabe ou anglais | Anglais ou arabe |                    |
| CE2 | Français                         | Arabe ou anglais | Anglais ou arabe |                    |
| CM1 | Français                         | Arabe ou anglais | Anglais ou arabe |                    |
| CM2 | Français                         | Arabe ou anglais | Anglais ou arabe |                    |
| 6e | Français                         | Arabe ou anglais | Anglais ou arabe |                    |
| 5e | Français                         | Arabe ou anglais | Anglais ou arabe | Hébreu ou espagnol |
| 4e | Français                         | Arabe ou anglais | Anglais ou arabe | Hébreu ou espagnol |
| 3e | Français                         | Arabe ou anglais | Anglais ou arabe | Hébreu ou espagnol |
| 2de | Français                         | Arabe ou anglais | Anglais ou arabe | Hébreu ou espagnol |
| 1re | Français                         | Arabe ou anglais | Anglais ou arabe | Hébreu ou espagnol |
| Terminale | Français                         | Arabe ou anglais | Anglais ou arabe | Hébreu ou espagnol |

## Scolarité
Le Lycée français de Jérusalem comprend les sections relatives à : 
- école maternelle (Petite Section, Moyenne Section, Grande Section) ;
- école élémentaire CP, CE1, CE2, CM1, CM2) ;
- collège (6e, 5e, 4e, 3e) ;
- lycée (seconde, première, terminale).

Les classes sont constituées de petits effectifs, avec une moyenne de vingt élèves. L'effectif total de l'établissement avoisine les 300 élèves.

## Un public mixte
Majed Bamya, diplomate et poète palestinien, qui a passé quatre ans de sa scolarité dans l'établissement, témoigne : « Ce lycée avait une caractéristique exceptionnelle, la majorité des professeurs étaient Israéliens et la majorité des élèves étaient Palestiniens ». Quant aux élèves, environ 50% sont palestiniens, chrétiens ou musulmans, 30% sont français et  20% étrangers tiers,,. Parmi les élèves expatriés, on peut dénombrer plus de 14 nationalités. Cette mixité fait du Lycée français de Jérusalem un lieu de rencontre multiculturel et de dialogue, d'après le témoignage de Claire, ancienne élève du Lycée, à la revue Courrier international : « Le meilleur souvenir est sûrement l’étonnante mixité : professeurs juifs français ayant fait leur alyah en Israël, souvent habillés de façon traditionnelle, donnant des cours à une majorité d’élèves arabes israéliens et palestiniens, et une poignée d’enfants d’expatriés français, comme moi. Cela a pu être tendu à certains moments, au diapason avec la situation géopolitique du pays, mais j’ai davantage assisté à des moments de complicité et, étonnamment, de dialogue ».

## Histoire de l'établissement
Le couvent néoclassique qui abrite le Lycée français de Jérusalem est situé dans la Rue des Prophètes. Le Lycée est construit entre 1887 à 1930 par étapes. Les Sœurs de Saint-Joseph-de-l'Apparition y continuent leur enseignement, qu'elles avaient commencé dans la vieille ville en 1880. Cependant, il est interrompu lors du commencement de la Seconde Guerre mondiale.
La création de l'école se doit au fait que, faute du manque d'éducation en Français à Jérusalem, les représentantes de l'U.N.T.S.O., le Consulat de France et le Programme des Nations unies pour le développement entreprennent de fonder une Petite École Française ; la Guerre des Six Jours ayant commencé. Les statuts de l'école sont alors rédigés, et le premier Comité de Gestion est créé le 20 avril 1967.
L'école légalise son existence le 18 septembre 1968 sous le nom d'« École française de Jérusalem ».
Entre 1970 et 1973 des cours de français (pour débutants et avancés) sont mis en place. En 1974, des cours de français sont donnés pour les Arabes désirant apprendre la langue française.
L'enseignement secondaire est inauguré dans l'établissement en 1971.
En 2001, la seconde intifada s'intensifie, difficultant qu'élèves et enseignants se rendent au lycée. Karim Kattan, écrivain palestinien, évoque ses souvenirs d'élève sur le plateau de TV5 Monde : résidant à Bethlehem et détenteur d'un passeport palestinien, il doit se rendre chaque jour clandestinement à l'école.
Le 4 septembre 2001, le lycée assiste à un attentat-suicide, : à l'heure où les élèves affluent vers l'école pour le début des cours, un terroriste se fait exploser sur le trottoir faisant face à l'établissement. L'attentat fait treize blessés, et la tête du kamikaze tombe dans la cour de récréation,.

## L'AALFJ
L'Association des Amis du Lycée français de Jérusalem, ou AALFJ, est une association de parents bénévoles qui offre un soutien économique, éducatif et financier au Lycée français de Jérusalem. Elle participe également aux entreprises de restauration du LFJ.

## Visites de personnalités
Plusieurs personnalités du monde culturel et littéraire se sont rendues au lycée, notamment :
- 2014 : Emmanuel Ruben[19]
- 2015 : Marc Pautrel[20]
- 2015 : Plantu[21]
- 2015 : Michel Kichka[21]

## Prix attribués à l'établissement
- Prix « Coup de cœur » Collège du concours Clemi Reportage 2018; vidéo réalisée par Aisha Bourhis et Lauren Shukry[22].
- Prix « Coup de cœur » 2014 du jury Poésie Jeune Public, poème  intitulé "Infini et tout petit," composé par Jad Kudieh & Hadrien Leulliot[23].

## Dans la culture
- Le lycée français de Jérusalem est le lieu où se déroule la partie centrale d'un roman de Rachel Corenblit paru en 2019, L'Année des pierres, dont l'action se situe en 1987 au moment de la première Intifada.